# Adhyāsa
Adhyāsa (en sanskrit IAST ; devanāgarī : अध्यास) signifie « imposition » ou « attribution à tort ». Dans le Adhyāsabhāṣya attribué à Ādi Śaṅkara, ce concept est en relation étroite avec avidyā.
Adhyāsa provient de adhi (sur, au-dessus) et de la racine verbale "lancer". Le mot signifie "attribution erronée", "mauvaise conception" et reflète l'activité du mental, qui attribue à tort. Equivalent à "Adhyāropa". 